# Ponor (Alba)
Ponor é uma comuna romena localizada no distrito de Alba, na região histórica da Transilvânia. A comuna possui uma área de 62.16 km² e sua população era de 584 habitantes segundo o censo de 2007.